# Métro de La Mecque
Le métro de La Mecque, dit aussi métro Al Mashaaer Al Muqaddassah, est un métro établi à La Mecque, ville sainte de l'Islam en Arabie saoudite.
Il a notamment pour mission de transporter les pèlerins effectuant leur hajj, particulièrement entre le mont Arafat, Muzdalifah et Mina. La première section est mise en service en 2010.

## Histoire
C'est au début des années 2000 que le projet d'un métro pour remplacer les bus au moment du Hajj (Pèlerinage de la Mecque) prend forme en Arabie saoudite. son programme est particulier car il est prévu pour un fonctionnement de quelques jours par an, uniquement pendant la durée du pèlerinage. Les contraintes de sécurité sont importantes du fait d'une fréquentation prévue de « 3000 passagers toutes les 5 minutes ». La ligne sera à deux voies aériennes avec des stations sans toitures et des flux piétonniers d'entrée et de sortie sans communication.  En 2008, le ministre, maitre d'ouvrage du projet, mandate un consortium d'entreprises : « Systra, mandataire, Khatib & Alami et Egis Rail » est chargé de s'occuper des études préliminaires et de mettre en place les éléments nécessaires à la constitution de l'appel d'offres pour la réalisation d'une première ligne. L'adjudication a lieu en 2009, le marché est attribué à China Railway Construction Corp (CRCC), celle-ci sous-traite à Thales un marché de 103 millions d'euros pour la réalisation de la « commande des trains automatisés ».
Le chantier, qui a mobilisé 5 000 personnes, rencontre quelques problèmes avec notamment une grève d'ouvriers, « 16 Chinois ont été expulsés par les autorités saoudiennes pour avoir fait grève contre leurs conditions de travail et leurs salaires trop bas ». Pour réussir a tenir les délais, les entreprises du consortium utilisent la préfabrication comme notamment Systra qui pour réaliser le viaduc de ce métro aérien produit des voussoirs, avec une voie, de 25 m de portée et 160 tonnes. La ligne est livrée dans les délais, mais les exigences du maitre d'ouvrage saoudien plombent financièrement le résultat de CRCC, qui annonce une perte autour des 623 millions de dollars. Comme prévu, la ligne est livrée avec « 8 trains de 300 mètres sur un total de 20 », ce qui permet un fonctionnement à 35 % de ses capacités.
La ligne est inaugurée par les officiels et leurs invités le 2 novembre 2010. La mise en service a lieu le dimanche 14 novembre 2010, premier jour du pèlerinage.

Première ligne
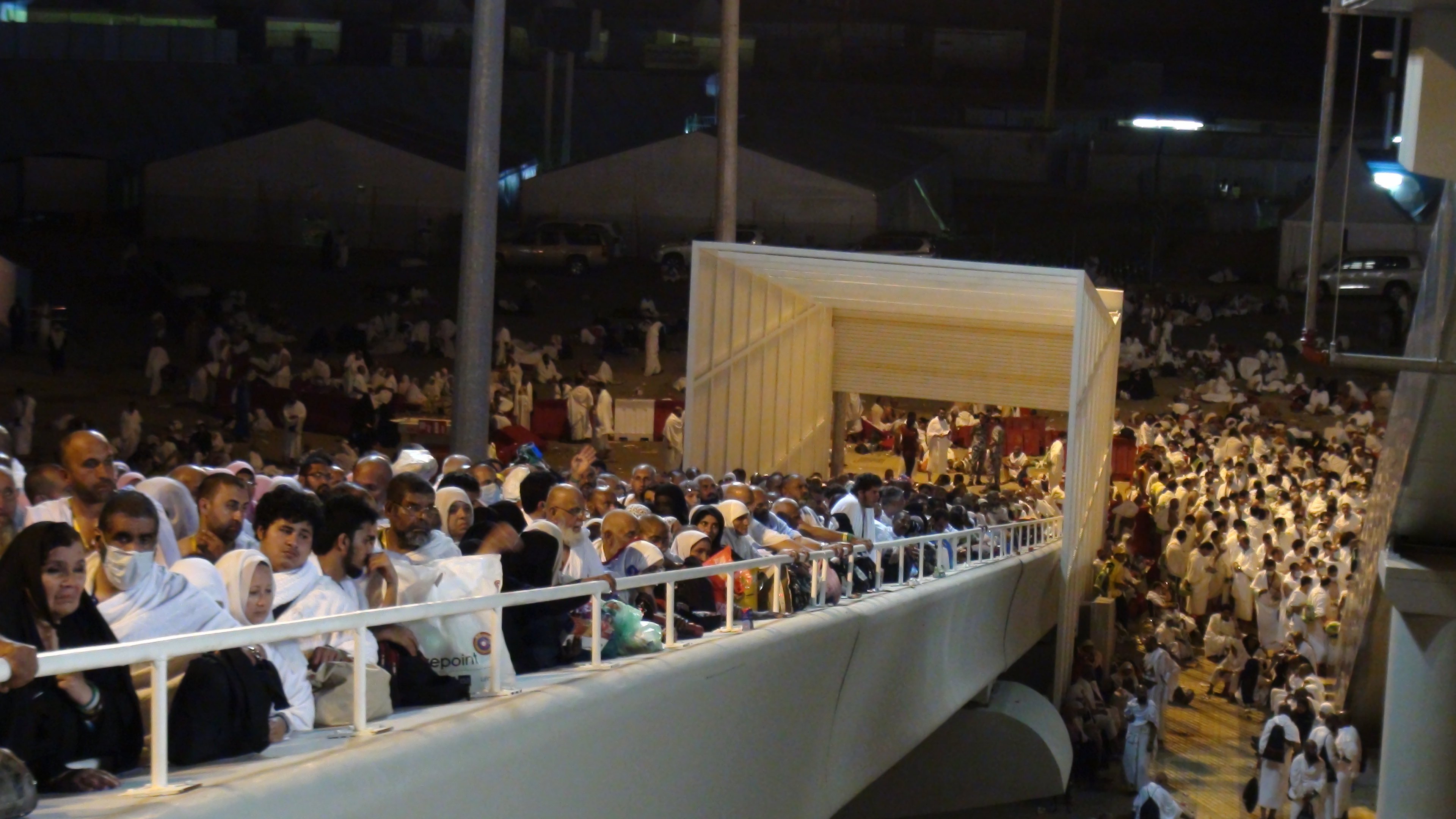
Affluence.
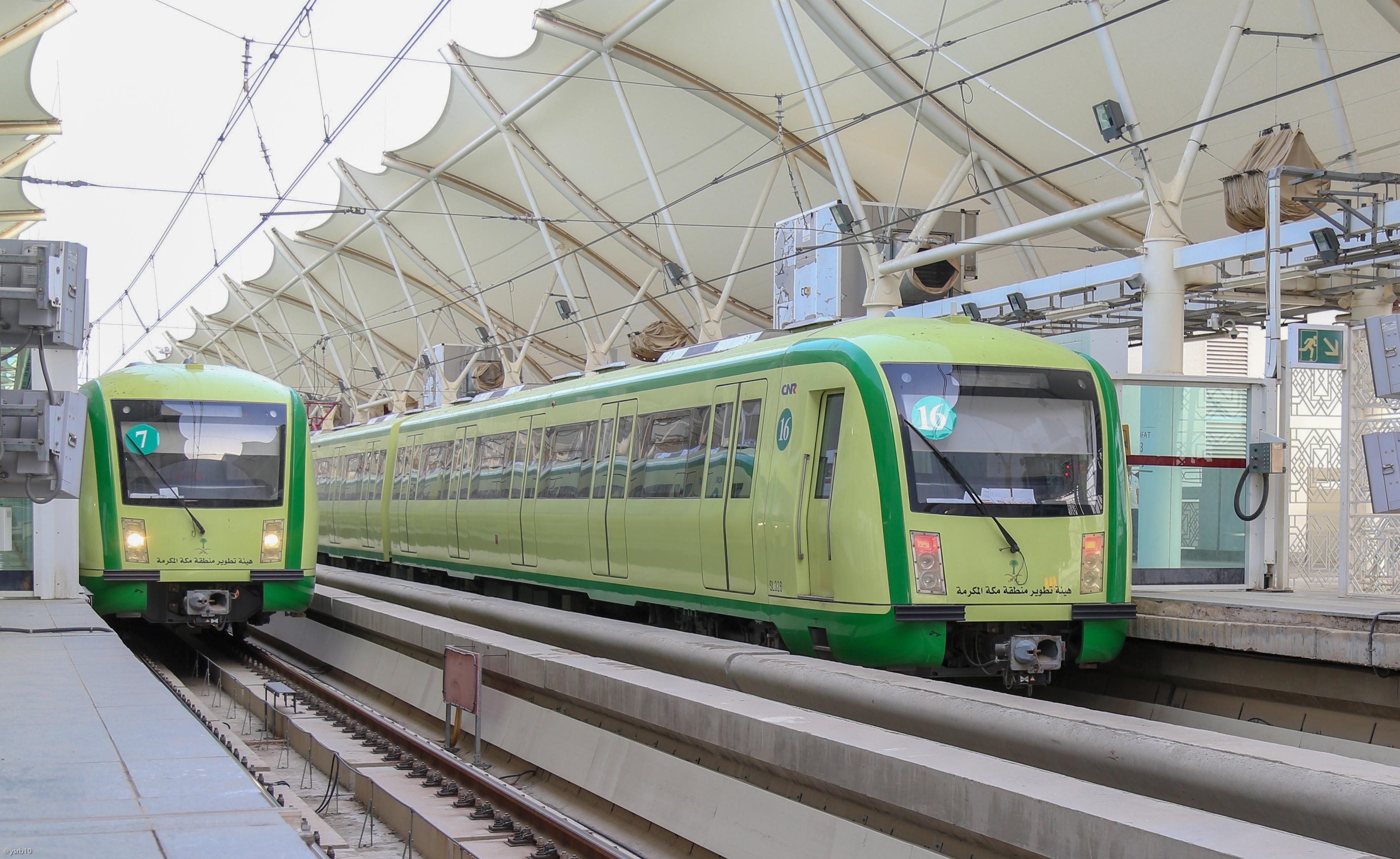
Une station.

## Réseau

### Ligne 1
La ligne 1 et longue de 18,1 kilomètres sur lesquels se répartissent neuf stations, équipées de porte palière Jamarat (Mina 3)), Mina 2, Mina 1, Muzdalifah 3, Muzdalifah 2, Muzdalifah 1, Arafat 3, Arafat 2 et Arafat 1.